# Wilhelm Lahn
Wilhelm Lahn (* 29. Januar 1832 in Zootzen, heute Fürstenberg/Havel; † 26. September 1907 in Hohen Neuendorf; eigentlich Friedrich Wilhelm Heynrich Lahn) war ein brandenburgischer Lehrer und Dichter.

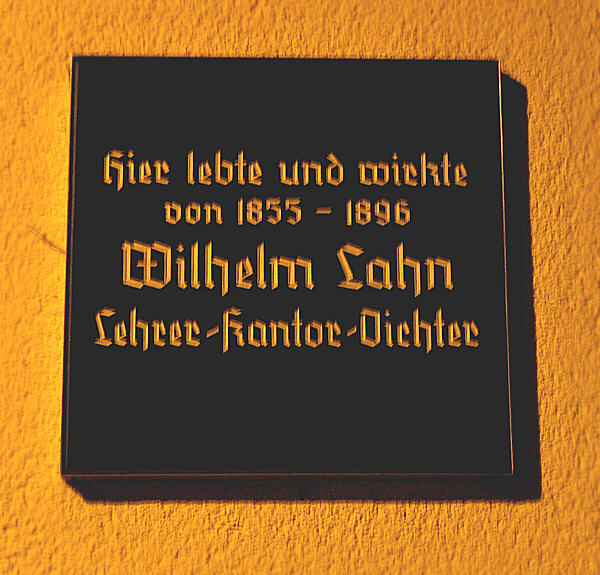
Gedenktafel am Wohnhaus von Wilhelm Lahn in Stolpe-Dorf

## Leben
Lahn wurde als einer von vier Söhnen von Heinrich Lahn und Marie Elisabeth Jaap in Zootzen bei Fürstenberg/Havel geboren. Er arbeitete als junger Mann bereits als Lehrer und Kantor in Sieversdorf bei Neustadt an der Dosse und in Kartzow bei Potsdam. Vom 8. Januar 1852 bis 1906 war er Lehrer und Kantor in Stolpe im Landkreis Niederbarnim.
Neben seiner Lehrertätigkeit arbeitete er als Redakteur der Preußischen Schulzeitung. Außerdem war er im Vorstand des Lehrerverbandes der Provinz Brandenburg tätig. In seiner Eigenschaft als Vorsitzender der Lehrergewerkschaft Brandenburg machte er es sich unter anderem zur Aufgabe, die Versorgung der Lehrerwitwen zu verbessern.
Lahn starb an Herzlähmung und wurde auf dem Dorffriedhof in Stolpe-Dorf begraben.

## Schriftstellerische Werke
- Gelegenheitsgedichte
- Der Volksmund in der Mark Brandenburg
- Der Honig
- Noch einmal seh ich alles wieder: Erinnerungen eines Fünfundsiebzigjährigen (Autobiografie), Potsdam 1906
- Mitautor eines Lesebuchs für brandenburgische Schüler